# Jim Hall (cầu thủ bóng đá, sinh 1914)
James Henry Hall (sinh năm 1914, ngày mất không rõ) là một cầu thủ bóng đá người Anh từng thi đấu ở vị trí wing half. Ông có 26 lần ra sân ở Football League cho Blackpool và ghi một bàn ở giải vô địch.

## Tiểu sử
Hall có màn ra mắt cho Joe Smith's Tangerines ở mùa giải 1936-37, trong chiến thắng 3-0 ở Ngày Giáng sinh trước Fulham. Ông thi đấu thêm 7 trận trước khi kết thúc mùa giải, cũng như cả hai trận đấu của Blackpool ở Cúp FA trước Luton Town. Mùa giải tiếp theo, 1937-38, Hall có 13 lần ra sân, chủ yếu thay cho George Farrow. Ông cũng ghi được 1 bàn — trong trận hòa 1-1 với Derby County tại Bloomfield Road ngày 2 tháng 10. Trong mùa giải 1938-39, mùa giải cuối cùng của Hall với Blackpool, ông có 5 lần ra sân ở Giải vô địch, trận cuối cùng là thất bại 2-1 trước Arsenal ngày 10 tháng 4.